# Grand Lisboa
22°11′26,4″B 113°32′35,1″Đ / 22,18333°B 113,53333°Đ
Grand Lisboa (chữ Hán: 新葡京, Hán-Việt: Tân Bồ Kinh) là một tòa nhà chọc trời ở Ma Cao, Trung Quốc. Được dự định hoàn thành vào năm 2008, đây là tài sản của công ty chuyên kinh doanh cờ bạc Sociedade de Turismo e Diversões de Macau do tỷ phú Hà Hồng Sân (Stanley Ho) là chủ tịch. Sòng bạc và nhà hàng bên trong Grand Lisboa đã bắt đầu được mở cửa từ ngày 11 tháng 2 năm 2008, khi công trình hoàn thành sẽ có thêm một khách sạn được mở cửa tại đây.

## Hình ảnh

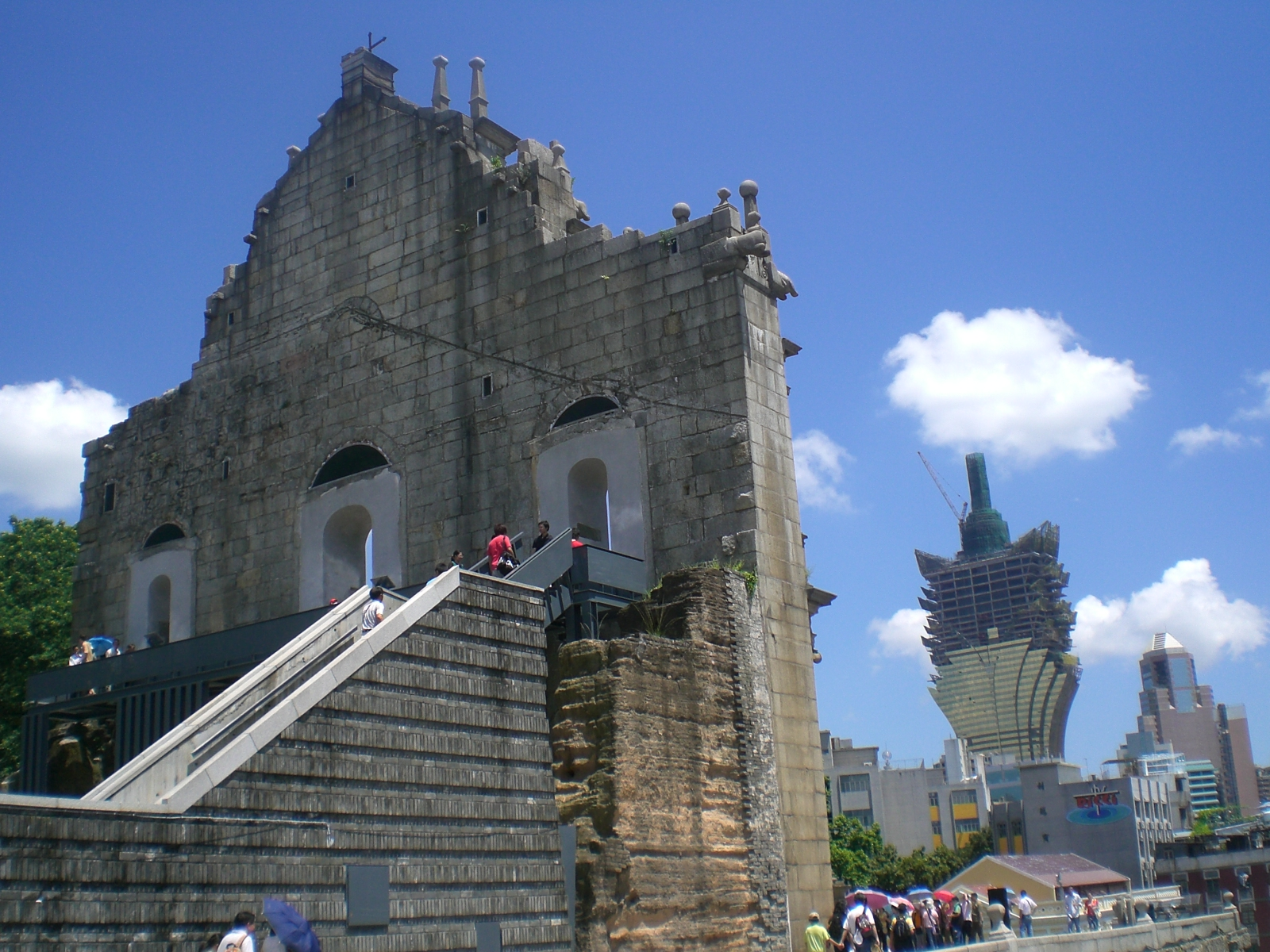
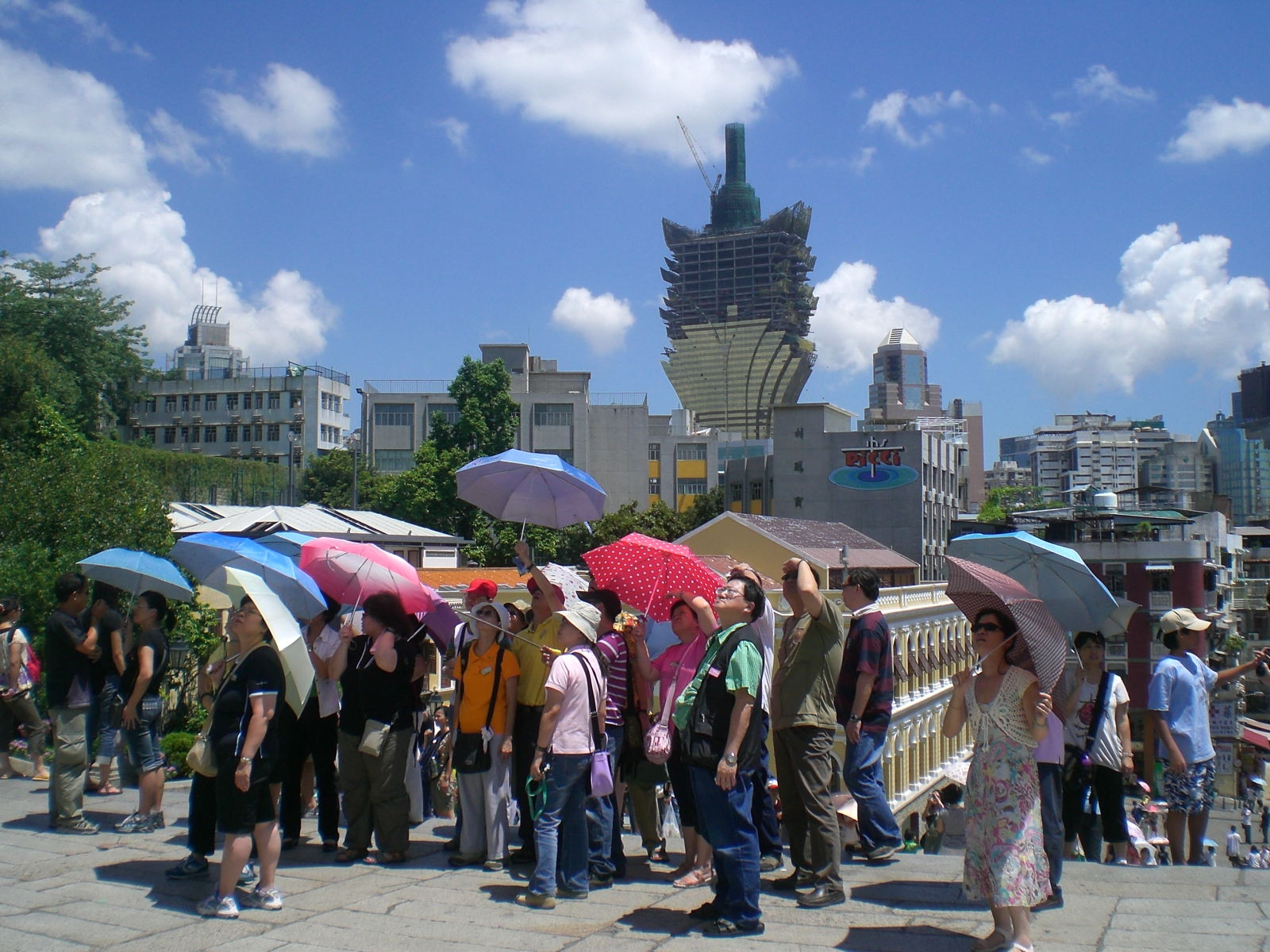
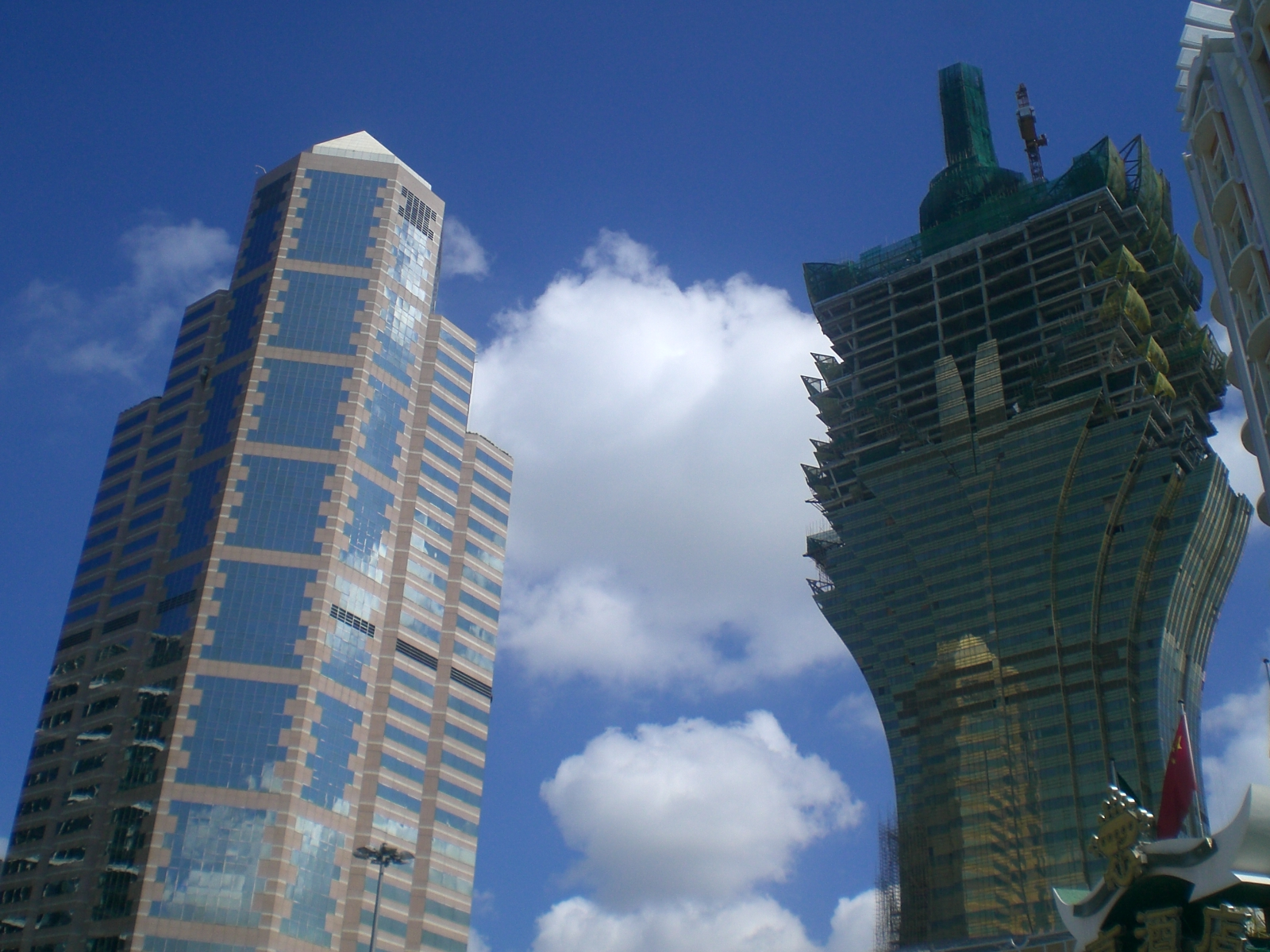